# Relações entre Estados Unidos e Líbia
As relações entre Estados Unidos e Líbia são atualmente cordiais e cooperativas, com uma cooperação de segurança particularmente forte somente depois do ataque de 2012 ao escritório ou missão diplomática dos Estados Unidos em Bengazi. Além disso, a pesquisa Gallup realizada em março e abril de 2012 constatou que os líbios tinham "entre os mais altos aprovação" da liderança dos Estados Unidos em toda a região do Oriente Médio e Norte da África. 
No entanto, durante décadas antes da Guerra Civil Líbia de 2011, os países eram inimigos e se envolveram em várias escaramuças militares. O governo líbio do ditador Muammar al-Gaddafi financiou operações terroristas contra os Estados Unidos, mais notavelmente o atentado à discoteca de Berlim em 1986, ao qual os Estados Unidos retaliaram bombardeando a Líbia, e o atentado de Lockerbie em 1988.
Quando a Guerra Civil Líbia eclodiu em 2011, os Estados Unidos participaram de uma intervenção militar no conflito, ajudando os rebeldes anti-Gadafi com ataques aéreos contra o exército líbio. Com o sucesso da revolução e da deposição de Gadafi, o presidente dos Estados Unidos Barack Obama declarou que os Estados Unidos estavam "comprometidos com o povo líbio" e prometeu parceria no desenvolvimento de um novo Estado líbio.
Os Estados Unidos começariam a bombardear a Líbia novamente em 1 de agosto de 2016, com a permissão do Governo do Acordo Nacional, como parte da Guerra contra o Estado Islâmico.

## História

### Reino da Líbia (1951-1969)

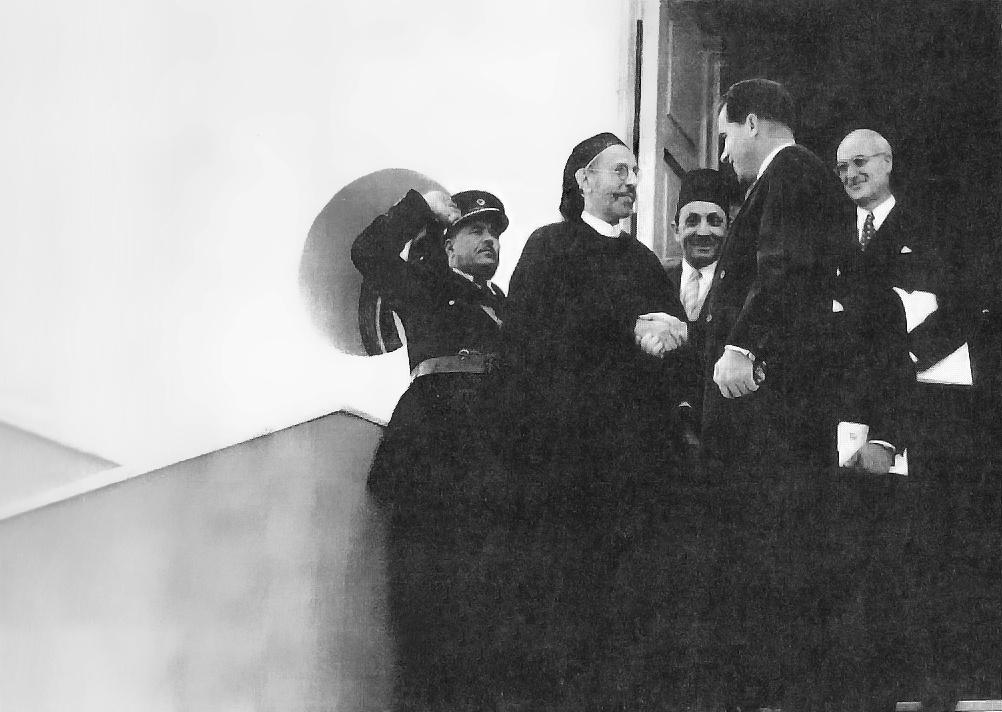
O vice-presidente Richard Nixon encontrou-se o Rei Idris da Líbia em 1957. O rei procurava relações cordiais com os Estados Unidos

Depois da ocupação colonial italiana da Líbia e da ocupação alemã durante a Segunda Guerra Mundial os Estados Unidos arrendaram a estrategicamente importante Base Aérea de Wheelus do Reino da Líbia. Os Estados Unidos apoiaram a resolução da ONU que previa a independência da Líbia em 1951 e, consequentemente, elevaram o estatuto de seu escritório em Trípoli de um consulado geral para uma legação. A Líbia abriu uma legação em Washington, D.C., em 1954. Ambos os países subsequentemente elevariam suas missões ao nível da embaixada.
O petróleo foi descoberto na Líbia em 1959 e o que era um dos países mais pobres do mundo tornou-se relativamente rico. Os Estados Unidos mantiveram um relacionamento geralmente caloroso com a Líbia e buscaram políticas centradas sobre os interesses nas operações da Base Aérea de Wheelus e os consideráveis interesses petrolíferos estadunidenses. 
O valor estratégico da Wheelus como base de bombardeiros declinou com o desenvolvimento de mísseis nucleares e Wheelus serviu como um centro de treinamento de combate tático na década de 1960. Em setembro de 1969, o Rei Idris I foi deposto por um grupo de oficiais militares centrados em Muamar Gadafi. Antes da revolução, os Estados Unidos e a Líbia já haviam chegado a um acordo sobre a retirada estadunidense de Wheelus; esta procedeu de acordo com o plano, e a instalação foi entregue às novas autoridades líbias em 11 de junho de 1970. 

## Líbia sob Gadafi (1969-2011)
Depois do golpe de Muamar Gadafi em 1969, as relações Estados Unidos-Líbia tornariam-se cada vez mais tensas quando Gadafi tomou as companhias petrolíferas estadunidenses, nacionalizando a indústria petrolífera. Em 1972, os Estados Unidos retiraram seu embaixador. Controles de exportação de aeronaves militares e civis foram impostos durante a década de 1970 e funcionários da embaixada estadunidense foram retirados de Trípoli depois que uma multidão atacou e incendiou a embaixada em dezembro de 1979. O governo dos Estados Unidos designou a Líbia como um "Estado patrocinador do terrorismo" em 29 de dezembro de 1979. Ao longo da década de 1970, Gadafi foi um forte apoiante dos palestinos e dos governos árabes contra Israel e apoiou os países árabes durante a Guerra do Yom Kippur e o embargo do petróleo árabe.

### Incidente do Golfo de Sidra
Em 19 de agosto de 1981 ocorreu o incidente do Golfo de Sidra. Dois jatos Sukhoi Su-22 líbios dispararam contra aviões estadunidenses que participavam de um exercício naval rotineiro sobre as águas internacionais do Mar Mediterrâneo reivindicadas pela Líbia. Os aviões estadunidenses retaliaram os disparos e derrubaram a aeronave atacante líbia. Em dezembro de 1981, o Departamento de Estado invalidou passaportes estadunidenses para viagens à Líbia e, por razões de segurança, aconselhou a todos os cidadãos norte-americanos a sair da Líbia . Em março de 1982, o governo dos Estados Unidos proibiu as importações de petróleo bruto da Líbia para os Estados Unidos e expandiu os controles sobre mercadorias de origem estadunidense destinadas à exportação para a Líbia. Licenças foram necessárias para todas as transações, exceto alimentos e medicamentos. Em março de 1984, os controles de exportação estadunidenses foram ampliados para proibir futuras exportações para o complexo petroquímico de Ras Lanuf. Em abril de 1985, proibiu-se todo o financiamento do Export–Import Bank.
Os Estados Unidos adotaram sanções econômicas adicionais contra a Líbia em janeiro de 1986, incluindo uma proibição total do comércio direto de importação e exportação, contratos comerciais e atividades relacionadas a viagens. Além disso, ativos do governo líbio nos Estados Unidos foram congelados. Quando a cumplicidade líbia foi relatada no atentado à discoteca de Berlim em 1986, que matou dois soldados estadunidenses, os Estados Unidos responderam lançando um bombardeio contra alvos perto de Trípoli e Bengazi em abril de 1986 (ver: Operação El Dorado Canyon). Pelo menos quinze pessoas morreram nos ataques aéreos norte-americanos contra a Líbia – incluindo a filha adotiva de 15 meses do Coronel Gadafi – e mais de cem ficaram feridas. Posteriormente, os Estados Unidos mantiveram seus embargos comerciais e de viagem e trouxeram pressão diplomática e econômica contra a Líbia.
Em 1991, dois agentes de inteligência líbios foram indiciados por procuradores federais nos Estados Unidos e na Escócia por envolvimento no atentado de dezembro de 1988 ao voo 103 da Pan Am, perto de Lockerbie, na Escócia. Em janeiro de 1992, o Conselho de Segurança da ONU aprovou a Resolução 731, exigindo que a Líbia entregasse os suspeitos, cooperasse com as investigações do Pan Am 103 e do UTA 772, pagasse indenização às famílias das vítimas e cessasse todo apoio ao terrorismo. A recusa da Líbia em cumprir levaria à aprovação da Resolução 748 do Conselho de Segurança em 31 de março de 1992, impondo sanções destinadas a garantir o cumprimento da lei pela Líbia. O contínuo desafio da Líbia conduziria à aprovação da Resolução 883 do Conselho de Segurança - com um congelamento limitado de ativos e o embargo de equipamentos de petróleo selecionados - em novembro de 1993.[carece de fontes?] Em março de 2003, Trípoli se aproximou secretamente de Washington e Londres com uma oferta para revelar o escopo de seus programas de armas de destruição em massa. Isso levou a negociações encobertas na Líbia, que por sua vez resultariam, em 19 de dezembro de 2003, na divulgação pública pelo país da extensão de suas pesquisas e capacidades de suas armas de destruição em massa. As sanções da ONU foram retiradas em 12 de setembro de 2003, depois que a Líbia cumpriu todas as restrições das resoluções do Conselho de Segurança relativas ao atentado de Lockerbie, incluindo a renúncia ao terrorismo, aceitação da responsabilidade pelas ações de seus oficiais e pagamento de compensação adequada às famílias das vítimas. 

### Normalização das relações
Depois de seu anúncio público de dezembro de 2003, o governo Gadafi cooperou com os Estados Unidos, o Reino Unido, a Agência Internacional da Energia Atômica (AIEA), a Organização para a Proibição de Armas Químicas em direção a esses objetivos. A Líbia também assinou o Protocolo Adicional da AIEA e tornou-se Estado parte da Convenção sobre as Armas Químicas.

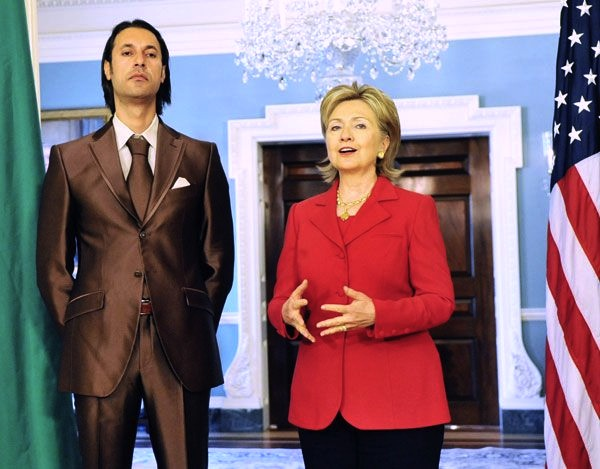
O Conselheiro da Segurança Nacional da Líbia, Mutassim Gaddafi, com Hillary Clinton em 2009

Em reconhecimento dessas ações, os Estados Unidos iniciaram o processo de normalização das relações com a Líbia. Os Estados Unidos encerraram a aplicabilidade do Ato de Sanções do Irã e da Líbia para a Líbia e o presidente assinou uma Ordem Executiva em 20 de setembro de 2004 encerrando a emergência nacional com relação à Líbia e encerrando as sanções econômicas baseadas no International Emergency Economic Powers Act (IEEPA). Esta ação teve o efeito de desbloquear ativos bloqueados sob as sanções da Ordem Executiva. As restrições à aviação de carga e à partilha de códigos de terceiros foram retiradas, assim como as restrições à aviação de passageiros. Certos controles das exportações permaneceram em vigor.
O pessoal diplomático estadunidense reabriu a seção de interesses dos Estados Unidos em Trípoli, em 8 de fevereiro de 2004. A missão foi atualizada para um  gabinete de ligação dos Estados Unidos em 28 de junho de 2004 e a uma embaixada completa em 31 de maio de 2006. O estabelecimento em 2005 da American School of Tripoli demonstrou o aumento da presença dos estadunidenses na Líbia e a normalização das relações bilaterais. A Líbia restabeleceu sua presença diplomática em Washington com a abertura de uma seção de interesses em 8 de julho de 2004, que posteriormente foi atualizada para um gabinete de ligação em dezembro de 2004 e para uma embaixada completa em 31 de maio de 2006.
Em 15 de maio de 2006, o Departamento de Estado dos Estados Unidos anunciou a sua intenção de rescindir a designação da Líbia como um Estado patrocinador do terrorismo no reconhecimento do fato de que a Líbia tinha cumprido as exigências legais para tal avanço: o país não tinha fornecido qualquer apoio para atos de terrorismo internacional no período de seis meses anteriores e havia fornecido garantias de que não iria fazê-lo no futuro. [carece de fontes?] Em 30 de junho de 2006, os Estados Unidos rescindiram a designação da Líbia como um Estado patrocinador do terrorismo. . Em julho de 2007, Gene Cretz foi nomeado pelo presidente Bush como embaixador na Líbia. O Comitê de Relações Exteriores do Senado dos Estados Unidos realizou uma audiência para a confirmação de Cretz na quarta-feira, 25 de setembro de 2008. O governo líbio cumpriu sua responsabilidade e pagou a quantia restante de dinheiro que devia (total de US $ 1.5 bilhão) às vítimas de vários atos de terrorismo em 31 de outubro de 2008. Nesse mesmo ano, os Estados Unidos e a Líbia também assinaram um Acordo Bilateral de Cooperação em Ciência e Tecnologia.
Os principais funcionários estadunidenses incluíam o encarregado de negócios William Milam e o diretor adjunto J. Christopher Stevens.

### Guerra Civil Líbia de 2011
As relações ficariam severamente tensas outra vez pela eclosão da Guerra Civil Líbia em 2011, na qual Gadafi tentou esmagar os primeiros protestos e, em seguida, uma rebelião armada contra seu governo. O governo dos Estados Unidos cortou os laços com o regime Gadafi e sancionou os membros do regime. O porta-voz da Casa Branca Jay Carney afirmou que a legitimidade do regime Gadafi havia sido "reduzida a zero".   Os Estados Unidos, juntamente com vários países europeus e árabes, começaram então a pedir que as Nações Unidas autorizassem uma intervenção militar no conflito. A embaixadora dos Estados Unidos na ONU, Susan Rice, pressionou com sucesso a Rússia e a China a não vetarem a resolução e esta foi aprovada em 17 de março de 2011. 
Os militares estadunidenses desempenharam um papel instrumental na fase inicial da intervenção, suprimindo as defesas aéreas líbias e coordenando as forças internacionais no estabelecimento de uma zona de exclusão aérea sobre a Líbia, antes de entregar a responsabilidade de comando à OTAN e assumir um papel de apoio na campanha de ataques aéreos contra as forças pró-Gadafi.  A intervenção enfraqueceu severamente o regime de Gadafi e ajudou os rebeldes à vitória, com a queda de Trípoli em agosto de 2011.

## Líbia pós-Gadafi 2011-presente)

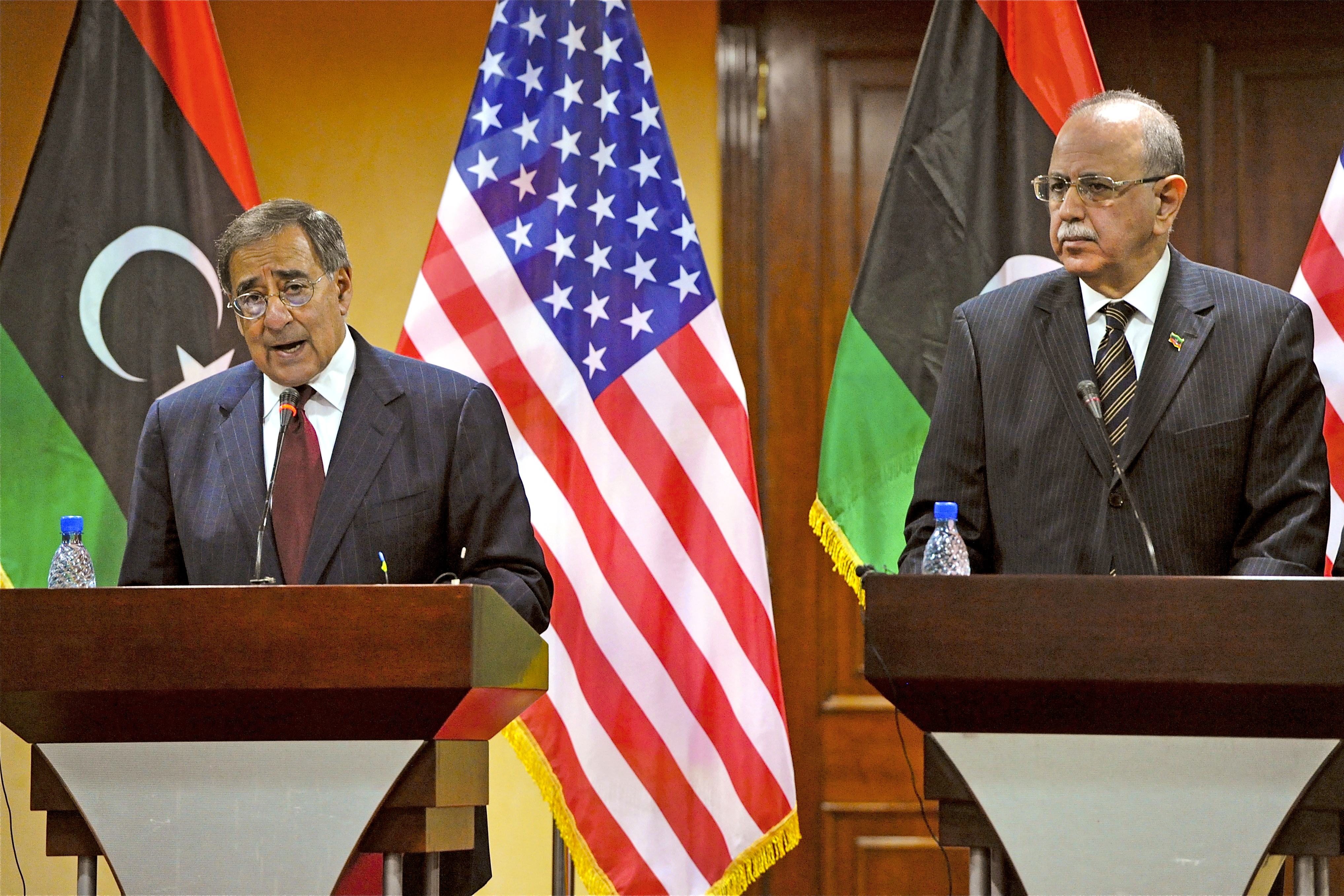
O Secretário de Defesa dos Estados Unidos Leon Panetta e o primeiro-ministro líbio Abdurrahim El-Keib, conduzem uma conferência de imprensa em Trípoli, na Líbia, em 17 de dezembro de 2011

O primeiro contato direto dos Estados Unidos com a oposição anti-Gadafi ocorreu em 14 de março de 2011, quando a secretária de Estado Hillary Clinton se reuniu com o líder do Conselho Nacional de Transição Mahmoud Jibril em Paris. Os Estados Unidos demoraram mais do que outros líderes aliados do Conselho Nacional de Transição para reconhecer formalmente o conselho líbio como a autoridade legítima, mas o fizeram em 15 de julho, e concederam credenciamento a Ali Aujali como embaixador líbio nos Estados Unidos em 15 de agosto. Mais tarde naquele mês, os Estados Unidos conduziram um esforço para revogar a Resolução 1970 do Conselho de Segurança das Nações Unidas, a  fim de permitir que os ativos líbios não congelados fossem transferidos para o governo provisório.  Quando a guerra civil chegou ao fim em outubro, o presidente Barack Obama prometeu trabalhar com o novo governo da Líbia como um parceiro e declarou que os Estados Unidos estavam "comprometidos com o povo líbio".
As relações dos Estados Unidos com o novo governo da Líbia foram postas no centro das atenções em 11 de setembro de 2012, quando homens armados atacaram e incendiaram o escritório / missão dos Estados Unidos  em Bengazi, matando 4 estadunidenses, incluindo o embaixador J. Christopher Stevens. O líder interino da Líbia, Mohammed Magarief, rapidamente condenou o ataque e pediu desculpas aos Estados Unidos, descrevendo o ataque como "covarde" e se comprometendo a levar os assassinos à justiça. Manifestações condenando o ataque e apoiando os Estados Unidos ocorreram em Bengazi no dia seguinte, com manifestantes enlutados por Stevens e declarando-o "um amigo para todos os líbios". A Líbia cooperou com os Estados Unidos para investigar o ataque, fechando o espaço aéreo de Bengazi por várias horas para permitir patrulhas de drones estadunidenses sobre a cidade em 14 de setembro.
Em 2 de dezembro de 2013, os Estados Unidos e a Líbia assinaram a Declaração de Intenções Estados Unidos-Líbia, uma declaração destinada a aumentar a cooperação em investigações de aplicação da lei e cumprimento das obrigações internacionais de combate ao crime. 
Em 27 de maio de 2014, os Estados Unidos aconselharam todos os cidadãos norte-americanos a sair imediatamente. Citando a situação de segurança instável e imprevisível na Líbia, os Estados Unidos também advertiram seus cidadãos para que evitem viajar para o país. 